# تپه سنگر پاپیان
تپه سنگر پاپیان مربوط به دوره اشکانیان است و در شهرستان دورود، بخش مرکزی، دهستان ژان، ۳۵۰ متری شمال شرقی روستای پاپیان واقع شده و این اثر در تاریخ ۲۳ بهمن ۱۳۸۵ با شمارهٔ ثبت ۱۷۱۹۷ به‌عنوان یکی از آثار ملی ایران به ثبت رسیده است.